# Stephane Assengue
Stephane Assengue Ombiogno (* 23. Mai 1990 in Douala) ist ein kamerunischer Fußballspieler auf der Position eines Stürmers. Seine letzte namhafte Station hatte er im Jahre 2009 bei New England Revolution in der Major League Soccer (MLS), der höchsten Spielklasse im nordamerikanischen Fußball. Nach seinem Ausscheiden in diesem Jahr und der nachsichziehenden Vereinslosigkeit verläuft sich seine Karriere allerdings.

## Karriere
Seine aktive Karriere als Fußballspieler begann der in Douala, der größten Stadt Kameruns, geborene Assengue in seiner Heimat. So kam er unter anderem im Nachwuchs des Lokalvereins Daga Young Stars zum Einsatz und kam danach auch in der Herrenmannschaft des Vereins zum Einsatz. Nach zahlreichen Jahren der Vereinszugehörigkeit wurde Assengue bei einer Scoutingtour durch Ghana vom langjährigen Cheftrainer des MLS-Franchises New England Revolution Steve Nicol und weiteren Verantwortlichen des Vereins entdeckt. Dabei fiel der gebürtige Kameruner vor allem durch seine Schnelligkeit auf. Bei ebendieser Tour wurde man auch auf den ghanaischen Internationalen Emmanuel Osei aufmerksam, der zusammen mit Assengue ins Team geholt wurde und sich im Gegensatz zum Kameruner auch in der Mannschaft durchsetzen konnte. Nach dem Erhalt eines P1-Visums und der Einreise in die Vereinigten Staaten unterschrieb Assengue am 26. März 2009 seinen ersten Profivertrag bei den Revs. Sein Debüt gab er schließlich am 3. Mai 2009 bei einer 0:2-Heimniederlage gegen Houston Dynamo, als er in der 65. Spielminute für Kheli Dube auf den Rasen kam. Exakt an seinem 19. Geburtstag absolvierte Assengue am 23. Mai 2009 seinen zweiten Meisterschaftseinsatz für die Revs. Dabei wurde er bei der 1:3-Auswärtspleite gegen den Toronto FC in der 79. Spielminute für Pat Phelan eingewechselt, der zuvor beim Toronto FC engagiert war. Danach saß er des Öfteren auf der Ersatzbank der Revs, brachte es allerdings zu keinem weiteren Ligaeinsatz. Sein letztes Pflichtspiel absolvierte er am 30. Juni 2009 im Drittrundenspiel des Lamar Hunt U.S. Open Cup 2009 gegen die Harrisburg City Islanders, als er über die gesamten 120 Spielminuten zum Einsatz kam und mit der Mannschaft knapp mit 1:2 aus dem laufenden Bewerb ausschied. Nach nur einer Saison in der höchsten nordamerikanischen Fußballliga wurde Assengue im November 2009 vom MLS-Franchise entlassen. Über seinen späteren Karriereverlauf ist allerdings nur sehr wenig bekannt. Nachdem er daraufhin einige Jahre in Kanada gelebt und 2013 für die AS Blainville in der Première Ligue de soccer du Québec gespielt hatte, schloss er sich 2014 dem kanadischen Fußballteam Kingston FC mit Spielbetrieb in der Canadian Soccer League an. Beim Klub aus Kingston, Ontario, war er von 2014 bis 2015 aktiv und wechselte für das Spieljahr 2016 zum CS Mont-Royal Outremont, einem weiteren semiprofessionellen Klub aus Mont-Royal und Outremont mit Spielbetrieb in der Première Ligue de soccer du Québec.